# Де Белдер, Дилан
Дилан Де Белдер (нидерл. Dylan De Belder; род. 3 апреля 1992, Монс, Валлония) — бельгийский футболист, нападающий клуба «Дейнзе».

## Клубная карьера
Де Белдер является воспитанником двух футбольных клубов из его родного города Монса — «Месвина» и «Монса». С последним в итоге подписал свой первый профессиональный контракт в 2011 году. Дебютировал в составе команды в чемпионате Бельгии 5 мая 2012 года в матче с «Беерсхотом». Дилан начал встречу на скамейке запасных, а на 78 минуте вышел на поле вместо гамбийца Эбрахимы Саванеха. В следующей игре с «Серкль Брюгге» он открыл свой бомбардирский счёт, забив гол на 90-й минуте матча, который, однако, не позволил отыграться его команде. Всего в команде он провёл 3,5 сезона. В сезоне 2013/14 «Монс» занял последнее место в турнирной таблице и покинул элитный дивизион Бельгии.
Спустя полгода Де Белдер вернулся в Лигу Жюпиле, подписав контракт с «Васланд-Бевереном». За половину сезона в клубе Дилан принял участие всего в трёх матчах, ничем не проявив себя. В конце августа 2015 года он ушёл в аренду в «Ломмел», где в 28 играх забил 18 мячей, став вторым бомбардиром первого дивизиона. В следующем сезоне он перебрался в «Льерс», за который забил 21 мяч, завоевав-таки звание лучшего бомбардира первенства.
9 августа 2017 года перешёл в «Серкль Брюгге», который заплатил за него по данным СМИ не менее 750 тысяч евро. Дебютировал в команде 12 ноября в матче с «Беерсхот-Вилрейком». Де Белдер вышел в стартовом составе и на 26-й минуте реализовал пенальти. На 85-й минуте покинул поле, уступив место партнеру по команде. По итогам сезона команда заняла первое место и вернулась в Лигу Жюпиле.

## Карьера в сборных
Выступал за юношеские и молодёжные сборные различных возрастов. В 2013 году в составе сборной Бельгии до 21 года принимал участие на Турнире в Тулоне. Бельгийцы не выиграли не одной игры, дважды сыграв вничью и заняли последнее место в группе.

## Достижения
Серкль Брюгге
- Победитель Первого дивизиона Бельгии: 2016/17